# Maca Maca
Maca Maca ist eine Ortschaft im Departamento La Paz im südamerikanischen Anden-Staat Bolivien.

## Lage im Nahraum
Maca Maca ist der zweitgrößte Ort des Kanton Caracato im Municipio Sapahaqui in der Provinz Loayza. Die Ortschaft Maca Maca liegt auf einer Höhe von 2694 m in den nördlichen Ausläufern der Serranía de Sicasica am Río Ticoma, der sich zwei Kilometer flussabwärts mit dem Río Sapahaqui zum Río Caracato vereinigt.

## Geographie
Maca Maca liegt zwischen dem bolivianischen Altiplano im Westen und dem Amazonas-Tiefland im Osten. Die Region weist ein typisches Tageszeitenklima auf, bei dem die mittleren Temperaturunterschiede zwischen Tag und Nacht größer sind als die Temperaturunterschiede zwischen den Jahreszeiten.
Die mittlere Durchschnittstemperatur der Region liegt bei knapp 15 °C und schwankt zwischen 11 und 12 °C im Juni/Juli und gut 16 °C im November (siehe Klimadiagramm Luribay). Der Jahresniederschlag liegt bei 600 mm, mit einer ausgeprägten Trockenzeit von Mai bis August und Monatsniederschlägen von mehr als 100 mm im Januar und Februar.

## Verkehrsnetz
Maca Maca liegt in einer Entfernung von 107 Straßenkilometern südöstlich von La Paz, der Hauptstadt des gleichnamigen Departamentos.
Von La Paz führt die asphaltierte Nationalstraße Ruta 1 in südlicher Richtung über El Alto nach Süden. Zwölf Kilometer südlich von El Alto zweigt eine Landstraße nach Südwesten ab und folgt dem Río Cala Jahuira zwanzig Kilometer flussaufwärts. Von dort zweigt eine unbefestigte Stichstraße Richtung Nordosten ab, erreicht nach 35 Kilometern die Ortschaft Sapahaqui und führt auf weiteren 27 Kilometern den Río Sapahaqui abwärts über Tacobamba und Caracato nach Maca Maca.

## Bevölkerung
Die Einwohnerzahl der Ortschaft ist in den vergangenen beiden Jahrzehnten um etwa zwei Drittel angestiegen:
| Jahr | Einwohner | Quelle       |
| ---- | --------- | ------------ |
| 1992 | 204       | Volkszählung |
| 2001 | 269       | Volkszählung |
| 2012 | 332       | Volkszählung |
| 2024 |           | Volkszählung |

In der Region ist die Aymara-Bevölkerung vorherrschend, im Municipio Sapahaqui sprechen 96,7 Prozent der Bevölkerung Aymara.